# Identité de polarisation
En mathématiques, les identités de polarisation concernent l'algèbre multilinéaire. Elles correspondent à une caractérisation des formes bilinéaires symétriques, des formes sesquilinéaires hermitiennes. Si E est un espace vectoriel, ces formes sont des applications de E×E dans le corps des scalaires (réels ou complexes).  Elles sont intégralement caractérisées par leur comportement sur la diagonale, c'est-à-dire par la connaissance d'une telle forme f sur l'ensemble des points (x, x) où x est un élément quelconque de E. L'application φ qui à x associe f(x, x) est la forme quadratique associée.
Il existe ainsi une équivalence entre les formes bilinéaires symétriques et les formes quadratiques.
Une identité de polarisation permet d'exprimer une forme bilinéaire symétrique ou une forme sesquilinéaire hermitienne à partir de la forme quadratique associée.

## Identités de polarisation
Les identités de polarisation sont de deux types différents, celles qui s'appliquent sur les formes bilinéaires et celles pour les formes sesquilinéaires.

### Formes bilinéaires symétriques
Le contexte des identités de polarisation est celui d'un espace vectoriel E quelconque sur un corps K 
commutatif et de caractéristique différente de deux. Soit φ une forme quadratique sur E, non nécessairement définie et non nécessairement positive (si le corps K est ordonné).
Définition — 
On appelle identité de polarisation chacune des trois égalités suivantes, qui définissent l'unique forme bilinéaire symétrique f de E×E dans K telle que {\displaystyle f(x,x)=\varphi (x)} :
En particulier, soit E un espace préhilbertien réel dont la norme d'un vecteur x est notée : {\displaystyle \scriptstyle {\|x\|}} et le produit scalaire de deux vecteurs x et y : {\displaystyle \scriptstyle {(x|y)}}. Les deux égalités suivantes sont vérifiées :
Les identités de polarisation proviennent de la propriété suivante, si f est une forme bilinéaire de E×E quelconque :
et l'application qui à (x, y) associe (f(x, y) + f(y, x))/2 est symétrique.
Une conséquence des identités de polarisation est que si f est une forme bilinéaire symétrique telle que  f (x,x) = 0 sur un sous-espace vectoriel F, alors f est nulle sur le sous-espace vectoriel F x F (f (x,y) = 0 pour tous éléments de F).

### Formes sesquilinéaires à gauche
Si le corps K sous-jacent à E n'est pas celui des réels mais est, comme lui, muni d'une valeur absolue, la notion de norme conserve un sens. Si K est le corps des complexes, la « valeur absolue » est le module. De ce point de vue, la notion de forme sesquilinéaire est l'analogue, sur un espace vectoriel complexe, de celle de forme bilinéaire sur un espace vectoriel réel. Dans ce paragraphe E est un espace vectoriel complexe.
Soit g une forme sesquilinéaire (non nécessairement hermitienne)  sur E. On la suppose sesquilinéaire à gauche, c'est-à-dire semi-linéaire par rapport à la première variable et C-linéaire par rapport à la seconde. On note φ(x) = g(x, x).
Définition — 
On appelle formule de polarisation ou forme polaire de φ l'égalité suivante, permettant de retrouver la forme sesquilinéaire à gauche g de E×E dans ℂ :
Ici i désigne l'unité imaginaire.
Une conséquence de la formule de polarisation est que si g est une forme sesquilinéaire telle que  g (x,x) = 0 sur un sous-espace vectoriel complexe F, alors g est nulle sur le sous-espace vectoriel F x F ; g (x,y) = 0 pour tous éléments x et y de F.

### Formes hermitiennes (à gauche)
Si la forme sesquilinéaire g de départ est hermitienne, alors l'application  φ est à valeurs réelles.
Réciproquement, si g est une forme sesquilinéaire (à gauche) et si la fonction φ est à valeurs réelles, la formule de polarisation montre que g est hermitienne :
Si l'application φ (définie par φ(x) = g(x, x))  est à valeur réelle, cette application définit une forme quadratique sur l'espace vectoriel réel associé à E, c'est-à-dire qu'elle vérifie : φ (αx) = α² φ (x) si α est un nombre réel.  φ est appelée la forme quadratique hermitienne associée à g.

### Formes hermitiennes positives
La remarque sur les espaces préhilbertiens réels (paragraphe sur les formes bilinéaires) se généralise si E est un espace préhilbertien complexe  dont la norme d'un vecteur x est notée : {\displaystyle \scriptstyle {\|x\|}} et le produit scalaire de deux vecteurs x et y, noté {\displaystyle \scriptstyle {(x|y)}} est une forme hermitienne à gauche :

### Cas des formes sesquilinéaires à droite
Si la forme de départ était sesquilinéaire à droite, la formule de polarisation serait la suivante :

### Autres formules de polarisation
Il existe d'autres formules de polarisation (données ici pour une forme sesquilinéaire à droite) :
{\displaystyle \forall x,y\in E\quad h(x,y)=-{\frac {1}{2}}{\bigl (}\varphi (x-y)+{\rm {i}}\varphi (x-{\rm {i}}y)-(1+{\rm {i}})(\varphi (x)+\varphi (y)){\bigr )}.}
Pour une forme hermitienne positive, à partir des formules précédentes, on obtient en isolant la partie réelle :
{\displaystyle {\begin{array}{l}{\text{Re}}\langle u,v\rangle ={\frac {1}{2}}\left(\|u+v\|^{2}-\|u\|^{2}-\|v\|^{2}\right),\\[3pt]{\text{Re}}\langle u,v\rangle ={\frac {1}{2}}\left(\|u\|^{2}+\|v\|^{2}-\|u-v\|^{2}\right),\\[3pt]{\text{Re}}\langle u,v\rangle ={\frac {1}{4}}\left(\|u+v\|^{2}-\|u-v\|^{2}\right).\end{array}}}
Pour la partie imaginaire d'une forme hermitienne (positive) à droite :
{\displaystyle {\begin{array}{l}{\text{Im}}\langle u,v\rangle ={\frac {1}{2}}\left(\|u+\mathrm {i} v\|^{2}-\|u\|^{2}-\|v\|^{2}\right),\\[3pt]{\text{Im}}\langle u,v\rangle ={\frac {1}{2}}\left(\|u\|^{2}+\|v\|^{2}-\|u-\mathrm {i} v\|^{2}\right),\\[3pt]{\text{Im}}\langle u,v\rangle ={\frac {1}{4}}\left(\|u+\mathrm {i} v\|^{2}-\|u-\mathrm {i} v\|^{2}\right).\end{array}}}
Ces formules peuvent être réécrites pour des formes hermitiennes non nécessairement positives.

## Correspondance entre formes bilinéaires symétriques (ou hermitiennes) et formes quadratiques
L'application qui, à une forme bilinéaire symétrique (resp. une forme sesquilinéaire à gauche) associe sa forme quadratique (respectivement l'application φ associée) est une application linéaire injective et donc induit un isomorphisme d'espaces vectoriels (toujours en caractéristique différente de 2) sur son image (l'espace vectoriel des formes quadratiques dans le cas d'une forme bilinéaire symétrique). La forme polaire correspond à l'isomorphisme réciproque. Dans le cas des formes sesquilinéaires hermitiennes, l'image est le sous-espace réel des formes quadratiques hermitiennes.

## Normes issues d'un produit scalaire
Il est possible d'aller plus loin à l'aide de la règle du parallélogramme. 

### Cas réel
Dans ce paragraphe E désigne un espace vectoriel réel. Si φ est une forme quadratique, elle vérifie l'égalité suivante dite règle du parallélogramme :
La réciproque est vraie sous l'hypothèse que pour tous vecteurs x et y, la fonction numérique t ↦ φ(x + ty) est continue, ou même seulement mesurable.
On en déduit le théorème suivant :
Théorème de Fréchet-Von Neumann-Jordan cas réel, — 
Une norme N sur E dérive d'un produit scalaire si et seulement si N2 respecte l'identité du parallélogramme. Ce produit scalaire est alors unique, puisqu'il est donné par l'une quelconque des trois identités de polarisation dans le cas réel.
Conditions suffisantes. Pour qu'une norme N sur un espace vectoriel réel E dérive d'un produit scalaire, l'une quelconque des conditions nécessaires suivantes suffit, :
1. {\displaystyle \forall x,y\in E~{\text{tels que}}~N(x)=N(y)=1,\quad N(x+y)^{2}+N(x-y)^{2}\leq 4.}
2. {\displaystyle \forall x,y\in E~{\text{tels que}}~N(x)=N(y)=1,\quad N(x+y)^{2}+N(x-y)^{2}\geq 4.}
3. Il existe une application F : [0, 2] → ℝ telle que :
{\displaystyle \forall x,y\in E~{\text{tels que}}~N(x)=N(y)=1,\quad N(x-y)=F(N(x+y)).}

### Cas complexe
Dans ce paragraphe E désigne un espace vectoriel complexe préhilbertien. L'identité du parallélogramme est encore valable pour la norme.
La situation est ici encore analogue à celle des espaces réels. La norme d'un produit scalaire hermitien le caractérise. Toute norme satisfaisant l'égalité du parallélogramme est issue d'un produit scalaire. 
Théorème de Fréchet-Von Neumann-Jordan cas complexe — Une norme N sur E dérive d'un produit scalaire hermitien si et seulement si N2 respecte l'identité du parallélogramme. Ce produit scalaire est alors unique, puisqu'il est déterminé par la formule de polarisation.
Remarque : suivant le choix de la formule de polarisation, on obtient une forme hermitienne à gauche ou à droite (avec unicité dans chacun des deux cas).